# Kirche Geierswalde

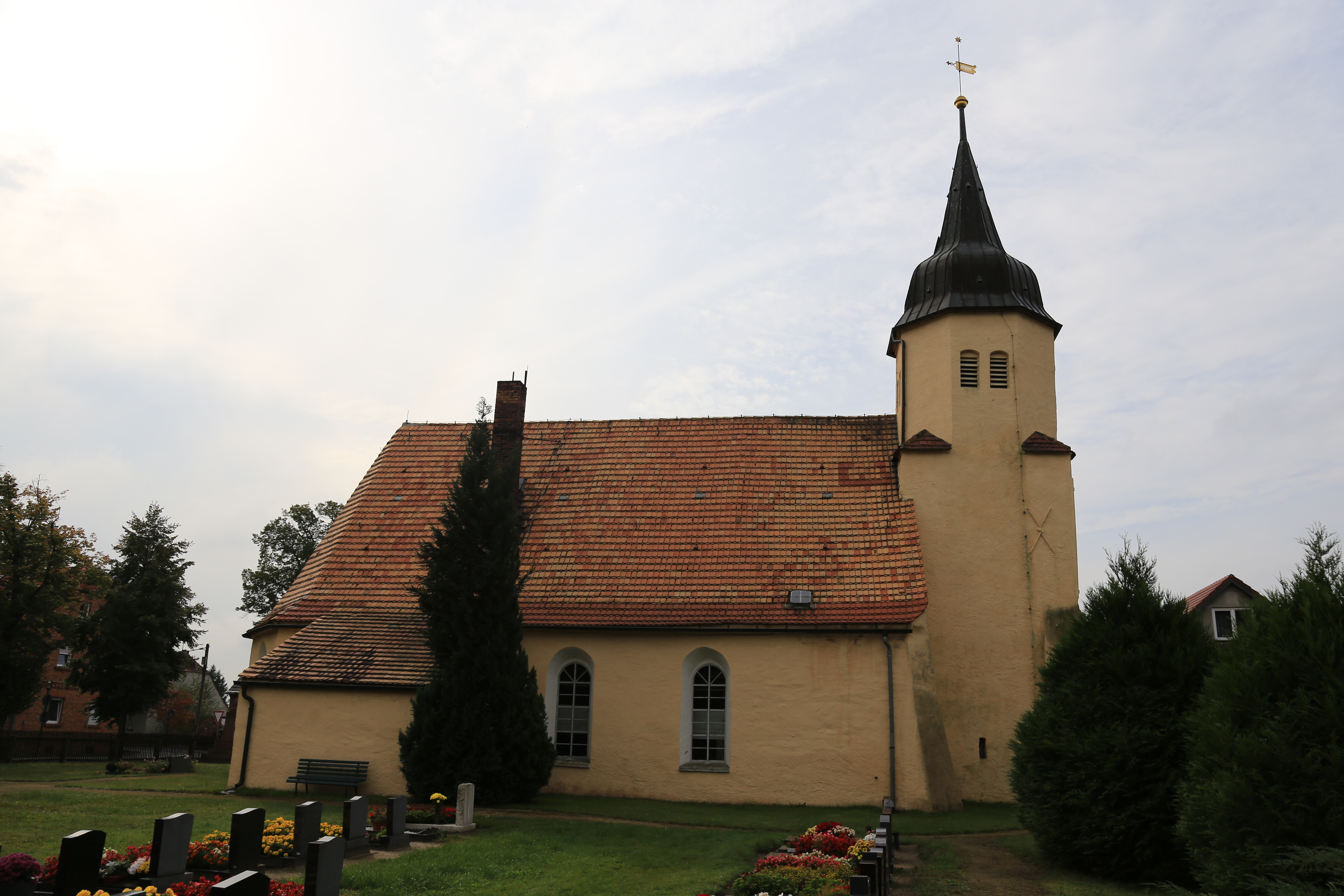
Kirche Geierswalde (2017)

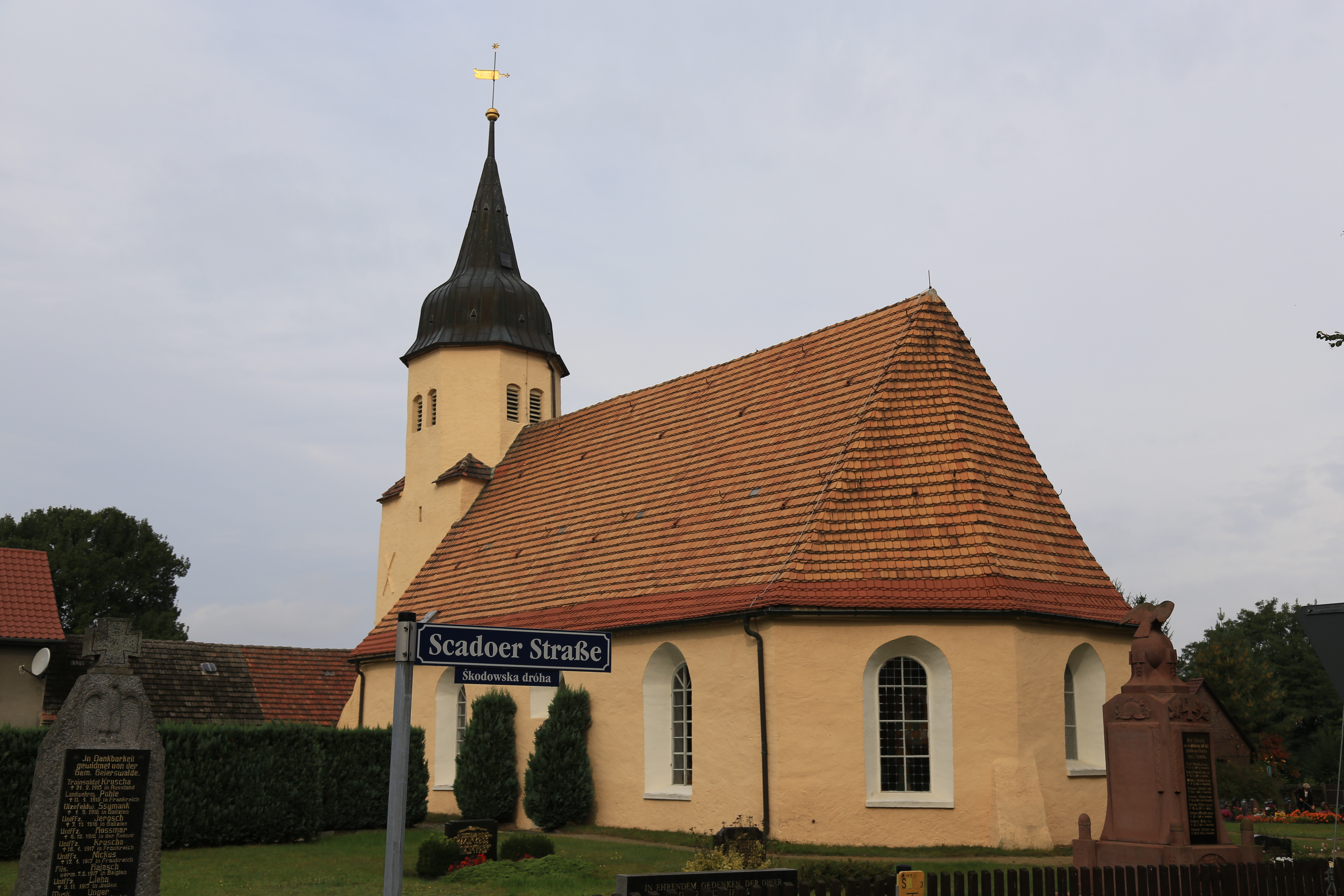
Ostschluss der Kirche (2017)

Die Kirche Geierswalde (obersorbisch Lejnjanska cyrkej) ist das Kirchengebäude im Ortsteil Geierswalde der Gemeinde Elsterheide im Landkreis Bautzen in der sächsischen Oberlausitz. Es gehört der Kirchengemeinde Geierswalde-Tätzschwitz im Kirchenkreis Schlesische Oberlausitz der Evangelischen Kirche Berlin-Brandenburg-schlesische Oberlausitz. Die Kirche steht aufgrund ihrer ortsgeschichtlichen Bedeutung unter Denkmalschutz.

## Architektur und Geschichte
Die Kirche in Geierswalde wurde im 15. Jahrhundert gebaut. Von dem ursprünglich gotischen Baustil ist heute noch die Sakristei und der untere Teil des Kirchturms erhalten, in den Jahren 1678 und 1679 wurde die Kirche umfassend im Stil des Barock erneuert. Die Kirche ist ein verputzter Bau aus Feldsteinen und hat einen Dreiachtelschluss. Das Kirchenschiff hat leicht spitzbogige Fenster und ein Satteldach, das über dem Altarraum abgewalmt ist. Die westlichen Ecken des Kirchenschiffs sind mit Strebepfeilern besetzt. Der Westturm hat ein oktogonales Glockengeschoss mit paarig angeordneten Schallöffnungen an vier Seiten. Bekrönt ist der Turm mit einer Schweifhaube. Durch die aufgrund des früheren Tagebau Koschen erfolgte Grundwasserabsenkung ist der Turm teilweise abgesackt und steht heute schief.
Der Innenraum der Kirche ist flach gedeckt. Die heutige Ausstattung stammt aus der Zeit des barocken Umbaus. Die Decke sowie die Emporen und das Gestühl sind mit Rankenmalereien verziert. Zur Ausstattung der Kirche gehört ein Altarretabel mit einer Darstellung des Abendmahls in der Predella und einer Kreuzigungsmalerei, die von mit Lorbeerranken verzierten gedrehten Säulen flankiert werden. Das Altarretabel wurde 1697 von Hanns Tatzer aus Laubusch geschaffen. Der oktogonale Kanzelkorb ist ebenfalls mit Rankenmalereien verziert. Die Orgel wurde von Dienegott Janott gebaut.

## Denkmale
Vor der Kirche sind drei Gefallenendenkmale aufgestellt. Das älteste der Denkmale stammt aus dem Jahr 1918 und gedenkt den im Ersten Weltkrieg gefallenen bzw. verschollenen Soldaten aus Geierswalde. Es steht auf einem Granitsockel und ist mit einem Eisernen Kreuz bekrönt. 1964 wurde das Gefallenendenkmal aus dem devastierten Nachbardorf Scado nach Geierswalde umgestellt. Es wurde 1921 aus rotem Sandstein geschaffen. Den während des Zweiten Weltkrieges gefallenen Einwohnern aus Geierswalde und Scado wird auf einer Inschriftplatte gedacht.

## Kirchengemeinde
Bis 1540 war Geierswalde eine Filialkirche der Johanneskirche in Hoyerswerda, nach der Einführung der Reformation im Jahr 1540 wurde die Kirche in Geierswalde zur Pfarrkirche. Von spätestens 1825 bis 1921 war das Dorf Laubusch nach Geierswalde gepfarrt, zeitweise gehörte auch Scado zur Kirchengemeinde. Die Kirche Tätzschwitz ist seit 1926 eine Filialkirche von Geierswalde.
Geierswalde war lange Zeit ein überwiegend sorbischsprachiges Dorf. Als der Volkskundler Arnošt Muka die Gemeinde im Jahr 1884 besuchte, waren von 395 Einwohnern 388 Sorben. Die Kirchengemeinde hatte damals etwa 550 sorbische und 150 deutsche Beichtgänger sowie zehn sorbische und drei deutsche Konfirmanden. Bis zur Emeritierung des Pfarrers Božidar Pjech im Jahr 1882 fand jeden Sonntag ein sorbischsprachiger Gottesdienst statt. Der im Jahr 1884 in der Gemeinde eingesetzte Vertretungspfarrer predigte hingegen nur auf Deutsch. Nach 1918 gab es überhaupt keine regelmäßigen sorbischen Gottesdienste mehr. 2015 fand der Sorbische evangelische Heimattag in Geierswalde und Tätzschwitz statt.
Bis 1945 gehörte Geierswalde zur Evangelischen Landeskirche der älteren Provinzen Preußens, danach kam die Kirchengemeinde zur Evangelischen Kirche in Schlesien, die ihren Namen später zu Evangelische Kirche der schlesischen Oberlausitz änderte. Dort gehörte Geierswalde zum Kirchenkreis Hoyerswerda. Im Januar 2004 schlossen sich die Evangelische Kirche der schlesischen Oberlausitz und die Evangelische Kirche in Berlin-Brandenburg zur Evangelischen Kirche Berlin-Brandenburg-schlesische Oberlausitz zusammen. Am 1. Januar 2014 fusionierten die Kirchenkreise Hoyerswerda und Niederschlesische Oberlausitz zum Kirchenkreis Schlesische Oberlausitz. Die Kirchengemeinde Geierswalde bildet heute zusammen mit der Tochterkirche Tätzschwitz die Kirchengemeinde Geierswalde-Tätzschwitz.